# Paracalyx schweinfurthii
Paracalyx schweinfurthii là một loài thực vật có hoa trong họ Đậu. Loài này được (R.Wagner & Vierh.) Ali miêu tả khoa học đầu tiên.